# Rivière Maskoskanaw
La Rivière Maskoskanaw est un affluent du lac Frontenac (rivière du Milieu), coulant dans le territoire non organisé du Lac-Ashuapmushuan, dans la municipalité régionale de comté (MRC) de Le Domaine-du-Roy, dans la région administrative du Saguenay-Lac-Saint-Jean, au Québec, au Canada.
La rivière Maskoskanaw coule successivement dans les cantons de Huard et de Buade. La foresterie constitue la principale activité économique de cette vallée ; les activités récréotouristiques, en second.
La route forestière R0212 (sens Est-Ouest) coupe le milieu du cours de la rivière du Milieu (rivière Normandin). La route 451 reliant La Tuque à Obedjiwan passe au Sud du lac Patterson ; plusieurs branches routières secondaires desservant les alentours de ce lac de tête.
La surface de la rivière Maskoskanaw est habituellement gelée du début novembre à la mi-mai, toutefois la circulation sécuritaire sur la glace se fait généralement de la mi-novembre à la mi-avril.

## Géographie
Les bassins versants voisins de la rivière Maskoskanaw sont :
- côté nord : lac Frontenac (rivière du Milieu), rivière du Milieu (rivière Normandin), lac Poutrincourt, rivière Normandin ;
- côté est : rivière Marquette Ouest, rivière Marquette, lac Marquette ;
- côté sud : lac Berlinguet, ruisseau Berlinguet, réservoir Gouin, rivière Wapous ;
- côté ouest : lac Normandin (rivière Normandin), rivière Normandin, réservoir Gouin, lac Magnan (réservoir Gouin), rivière Pokotciminikew.

La rivière Maskoskanaw prend naissance à l'embouchure du lac Malsain (longueur : 0,9 km ; largeur : 0,2 km ; altitude : 502 m) situé dans le canton de Huard. L’embouchure de ce lac de tête est située à :
- 11,1 km au Sud de l’embouchure de la « rivière Maskoskanaw » (confluence avec le lac Frontenac (rivière du Milieu)) ;
- 26,7 km au Sud de l’embouchure de la rivière du Milieu (rivière Normandin) (confluence avec le lac Poutrincourt) ;
- 40,7 km au Sud de l’embouchure du lac Poutrincourt lequel est traversé vers le Nord par la rivière Normandin ;
- 55,6 km au Sud de l’embouchure du lac Nicabau dont la partie Sud est traversée par la rivière Normandin ;
- 48,2 km au Sud-Ouest de l’embouchure de la rivière Normandin (confluence avec le lac Ashuapmushuan.

À partir de l'embouchure du lac Malsain, la « rivière Maskoskanaw » coule sur 24,4 km, selon les segments suivants :
Partie supérieure de la rivière Maskoskanaw (segment de 13,1 km
- 1,5 km vers le Nord-Est, en traversant sur 0,2 km le lac Canelier (longueur : 0,8 km ; altitude : 502 m) et sur 0,1 km la partie Sud-Ouest du Lac du Fou Noir (longueur : 1,0 km ; altitude : 490 m), jusqu’à son embouchure ;
- 1,4 km vers le Sud, puis vers l’Est, en traversant sur 0,2 km la partie Sud du lac Serpent, jusqu’à son embouchure ;
- 3,1 km vers le Sud en traversant le lac du Camp (altitude : 468 m), jusqu’à son embouchure ;
- 2,4 km en formant un grand U ouvert vers le Nord, jusqu’à la décharge (venant du Sud-Ouest) des lacs Brenard, Rainoir, Morion et Jabot ;
- 4,0 km vers le Nord-Est en traversant le lac Patterson (altitude : 460 km) sur sa pleine longueur, jusqu’à son embouchure. Note : Ce lac est surtout alimenté par la décharge (venant du Nord-Ouest) des lacs de la Cime et Musicat. Ce lac comporte un détroit de 0,7 km qui relie la partie Sud-Ouest à la partie Nord-Est.

Partie inférieure de la rivière Maskoskanaw (segment de 11,3 km
- 2,4 km vers le Nord-Est, jusqu’à la rive Sud-Ouest du lac Ranger ;
- 2,6 km vers le Nord-Est en traversant le lac Ranger (altitude : 453 km) sur sa pleine longueur, jusqu’à son embouchure ;
- 2,4 km vers le Nord-Ouest en formant un crochet vers l’Ouest, jusqu’à la limite des cantons de Huard et de Buade ;
- 3,9 km vers le Nord-Ouest dans le canton de Huard, dans un élargissement de la rivière, jusqu’à l’embouchure de la rivière[2].

La confluence de la rivière Maskoskanaw avec le lac Frontenac (rivière du Milieu) est située à :
- 3,0 km au Sud de l’embouchure du lac Frontenac (rivière du Milieu) ;
- 16,2 km au Sud de l’embouchure de la rivière du Milieu (rivière Normandin) ;
- 31,0 km au Sud de l’embouchure du lac Poutrincourt lequel est traversé vers le Nord par la rivière Normandin ;
- 34,6 km au Nord-Est d’une baie du Réservoir Gouin lequel constitue le plan d’eau de tête de la rivière Saint-Maurice ;
- 45,4 km au Sud-Ouest de l’embouchure du lac Nicabau dont la partie Sud est traversée par la rivière Normandin ;
- 36,7 km au Sud-Ouest de l’embouchure de la rivière Normandin (confluence avec le lac Ashuapmushuan) ;
- 132,7 km à l’Ouest de l’embouchure de la rivière Ashuapmushuan (confluence avec le lac Saint-Jean).

La rivière Maskoskanaw se déverse au fond d’une baie sur la rive Est du lac Frontenac (rivière du Milieu) (longueur : 6,6 km ; largeur maximale : 1,9 km ; altitude : 427 m) que le courant traverse sur 4,4 km vers le Nord jusqu’à son embouchure. De là, le courant descend la rivière du Milieu (rivière Normandin) sur 17,8 km vers le Nord, jusqu’à la rive Sud du lac Poutrincourt que le courant traverse sur 15,4 km vers le Nord.
En aval du lac Poutrincourt, le courant descend sur 15,6 km vers le Nord en formant un crochet de 2,0 km vers l’Est, jusqu’à la baie Sud du lac Nicabau ; puis, 5,3 km vers le Nord puis vers l'Est, en traversant la partie Sud du lac Nicabau (altitude : 386 m). De là, le courant descend vers le Sud-Est la rivière Normandin sur 38,7 km, jusqu’à la rive Nord-Ouest du lac Ashuapmushuan. Puis, le courant emprunte le cours de la rivière Ashuapmushuan qui se déverse à Saint-Félicien (Québec) sur la rive Ouest du lac Saint-Jean.

## Toponymie
Le toponyme "Rivière Maskoskanaw" a été officialisé le 6 septembre 1984 à la Commission de toponymie du Québec.